# Луїджі Чаккі
Луїджі Чаккі (італ. Luigi Ciacchi; 16 серпня 1788, Пезаро, Папська область — 17 грудня 1865, Рим, Папська область) — італійський куріальний кардинал. Віце-камерленго Святої Римської Церкви з 24 січня 1834 по 12 лютого 1838 року. Кардинал-диякон з 12 лютого 1838 року, з титулярною дияконією Сант-Анджело-ін-Пескерія з 15 лютого 1838 року.